# Leonor de Cominges
Leonor de Cominges (?-1365) es una noble francesa hija de Bernardo VII de Cominges y Laura de Montfort.
Casada en 1327 con su primo-hermano Gastón II de Foix-Béarn, conde de Foix, vizconde de Béarn, de Marsán, de Gabardán, de Nobouzán (en Cominges) y de Lautrec. Trajo como dote para su matrimonio la soberanía del condado de Bigorre y el señorío de la Tierra Baja de Albi. Enviudó en 1343, quedando como regente y protectora de los estados de Foix-Béarn ante los intentos de apoderarse de ellos por parte de las casas de Armagnac y de Cominges. 
Recorrió todos sus estados obligando al reconocimiento como soberano de su hijo. Así, los nobles del país de Foix ofrecieron homenaje a “Alienors de Convenis comitissa ac vicecomitissa”, viuda de “Gasto comes Fuxi ac vicecomes Bearnii ac Marciani”, con fecha de 28 de diciembre de 1345. 
El conde Gastón II de Foix y Leonor de Cominges tuvieron un hijo: Gastón III Febus de Foix que sucedió a sus padres. 
Falleció el 16 de mayo de 1365.
- Datos: Q5561415